# ルイス・リース＝ザミット
ルイス・リース＝ザミット（Louis Max Rees-Zammit、2001年2月2日 - ）は、ウェールズ出身のラグビーユニオン選手で、元アメリカンフットボール選手。イングランドプレミアシップのブリストル・ベアーズに所属している。
元ラグビーウェールズ代表。2024年から1年半、アメリカンフットボールリーグNFLのチームに所属していた。

## 略歴
ウェールズ・ペナース出身。
2018年、イングランドのグロスターに加入。2019年、U18ウェールズ代表に選ばれた。
2021年、ブリティッシュ・アンド・アイリッシュ・ライオンズに選ばれ、南アフリカ遠征メンバーとなる。
ラグビーワールドカップ2023に出場した翌2024年1月に、アメリカンフットボールに転向することを表明。
2024年3月29日、NFL連覇中であったカンザスシティ・チーフスが契約を結んだことを発表した。プレシーズンマッチ2試合に出場したが、53人の開幕ロースターには入れずにウェイバー公示（事実上の自由契約）となった。最終的に、ジャクソンビル・ジャガーズに練習メンバーとして契約した。
2025年7月、1年余りでアメリカンフットボールを辞め、ラグビーに復帰することを発表。8月、イングランドプレミアシップのブリストル・ベアーズに加入した。